# Crypto AG
"Crypto AG"  — швейцарська компанія, що спеціалізується на комунікаційній та інформаційній безпеці, заснована Борисом Хагеліном у 1952 році. Компанія була таємно придбана за 5,75 мільйона доларів США і спільно увласнена Центральним розвідувальним управлінням США (ЦРУ) та Федеральною розвідувальною службою Західної Німеччини (ФРС) з 1970 по 1993 рік, при цьому ЦРУ залишалося єдиним власником приблизно до 2018 року.   Місія знищення зашифрованої комунікації за допомогою діяльності таємної компанії була відома як «операція Рубікон». Зі штаб-квартирою в Штайнхаузені, компанія була давнім виробником шифрувальних машин та широкого спектру шифрувальних пристроїв. 
Компанія налічувала близько 230 співробітників, мала офіси в Абіджані, Абу-Дабі, Буенос-Айресі, Куала-Лумпурі, Маскаті, Селсдоні та Штайнхаузені, а також вела бізнес по всьому світу.  Власники "Crypto AG" були невідомі, ймовірно, навіть керівникам фірми, і вони володіли акціями на пред'явника . 
Досить часто компанію критикували за продаж продуктів із закритим доступом на користь американських, британських та німецьких національних розвідувальних служб, Агентства національної безпеки (National Security Agency), Урядового штабу комунікацій (Government Communications Headquarters) і Федеральної розвідувальної служби Німеччини (BND) відповідно.    11 лютого 2020 року Вашингтон пост, Канал німецького телебачення і Швейцарське радіо та телебачення повідомили, що "Crypto AG" таємно належить ЦРУ в суворо секретному партнерстві з західно-німецькою розвідкою, і те, що шпигунські агентства можуть легко зламати коди, які використовуються для надсилання зашифрованих повідомлень. Операція була відома спочатку під кодовою назвою «Тезаурус», а потім «Рубікон».  Згідно з швейцарським парламентським розслідуванням, «швейцарська розвідувальна служба знала про причетність фірми "Crypto AG", що базується в Зугу, до шпигунства під керівництвом США». 

## Історія
Компанія "Crypto AG" була заснована в Швейцарії шведом Борисом Хагеліном, що народився в Росії.  Спочатку компанія називалася "AB Cryptoteknik" і була заснована Арвідом Герхардом Даммом у Стокгольмі в 1920 році. Фірма виготовила механічний криптограф C-36, запатентований Даммом. Після смерті Дамма, і незадовго до Другої світової війни, "Cryptoteknik" перейшов під контроль Хагеліна, раннього інвестора.
Хагелін сподівався продати  даний пристрій армії Сполучених Штатів .  Коли Німеччина вторглася в Норвегію в 1940 році, він переїхав зі Швеції до США і представив цей пристрій військовим, які, у свою чергу, передали пристрій до Служби розвідки сигналів і до зловмисників в Арлінгтон-Холі . У підсумку він отримав ліцензійну угоду. Під час війни для американських військ було виготовлено 140 тис. таких обладнань.
Під час свого перебування в Сполучених Штатах, Хагелін став близькими друзями  з Вільямом Ф. Фрідманом, який у 1952 році став головним криптологом Агентства національної безпеки (АНБ) і, якого Хагелін знав з 1930-х років.   Того ж року, адвокат Хагеліна, Стюарт Хедден став заступником командувача ЦРУ, генеральним інспектором.
У 1948 році Хагелін переїхав у Штайнхаузен у Швейцарії, щоб уникнути податків.  У 1952 році компанія, яка до того була зареєстрована в Стокгольмі, також переїхала до Швейцарії.  Офіційною причиною було те, що вона була передана в результаті запланованої шведським урядом націоналізації військово важливих технологічних підрядників.  У Ліхтенштейні також була створена холдингова компанія.
Протягом 1950-х років Хагелін і Фрідман мали постійне листування поштою, як особисте, так і ділове. "Crypto AG" надіслала нові машини до Агентства національної безпеки, та постійно обговорювалося, яким країнам вони будуть продавати системи шифрування, а яким продаватимуть старі та слабкіші системи. У 1958 році, коли Фрідман пішов у відставку, Говард К. Барлоу, високопоставлений співробітник Агентства національної безпеки, і Лоуренс Е. Шінн, довідник сигнальної розвідки Агентства національної безпеки в Азії, взяли на себе листування.
У червні 1970 року компанію таємно купили ЦРУ та західно-німецька розвідувальна служба за 5,75 млн. доларів.  Фактично це було початком операції «Рубікон».  У 1967 році Хагелін вперше звернувся до партнерства між французькою та західнонімецькою розвідками, але він зв'язався з ЦРУ, які не співпрацювали з французами. У цей момент у компанії було 400 співробітників, а дохід зріс зі 100 тис. швейцарських франків у 1950-х роках до 14 млн. швейцарських франків у 1970-х.
У 1994 році "Crypto AG" купила компанію "InfoGuard AG", яка надає банкам послуги шифрування. 
У 2010 році "Crypto AG" продала  компанію "GV LLC" з Вайомінга, яка надає послуги для шифрування та передання комунікацій. 
У 2018 році компанія "Crypto AG" була ліквідована, а її активи та інтелектуальна власність продані двом новим компаніям. "CyOne" був створений для внутрішніх продажів у Швейцарії, а "Crypto International AG" була заснована в 2018 році шведським підприємцем Андреасом Лінде, який придбав назву бренду, міжнародну мережу дистриб'юції та права на продукцію у оригінальної "Crypto AG". 
У 2020 році після парламентського розслідування було встановлено, що уряд Швейцарії та його розвідувальні служби протягом багатьох років були обізнані щодо шпигунської діяльності швейцарської "Crypto AG" і мали «вигоду від шпигунства під керівництвом США». 
Компанія та її історія були предметом четвертого архіву радіо ВВС 4-й програми у травні 2021 року. 

## Продукція

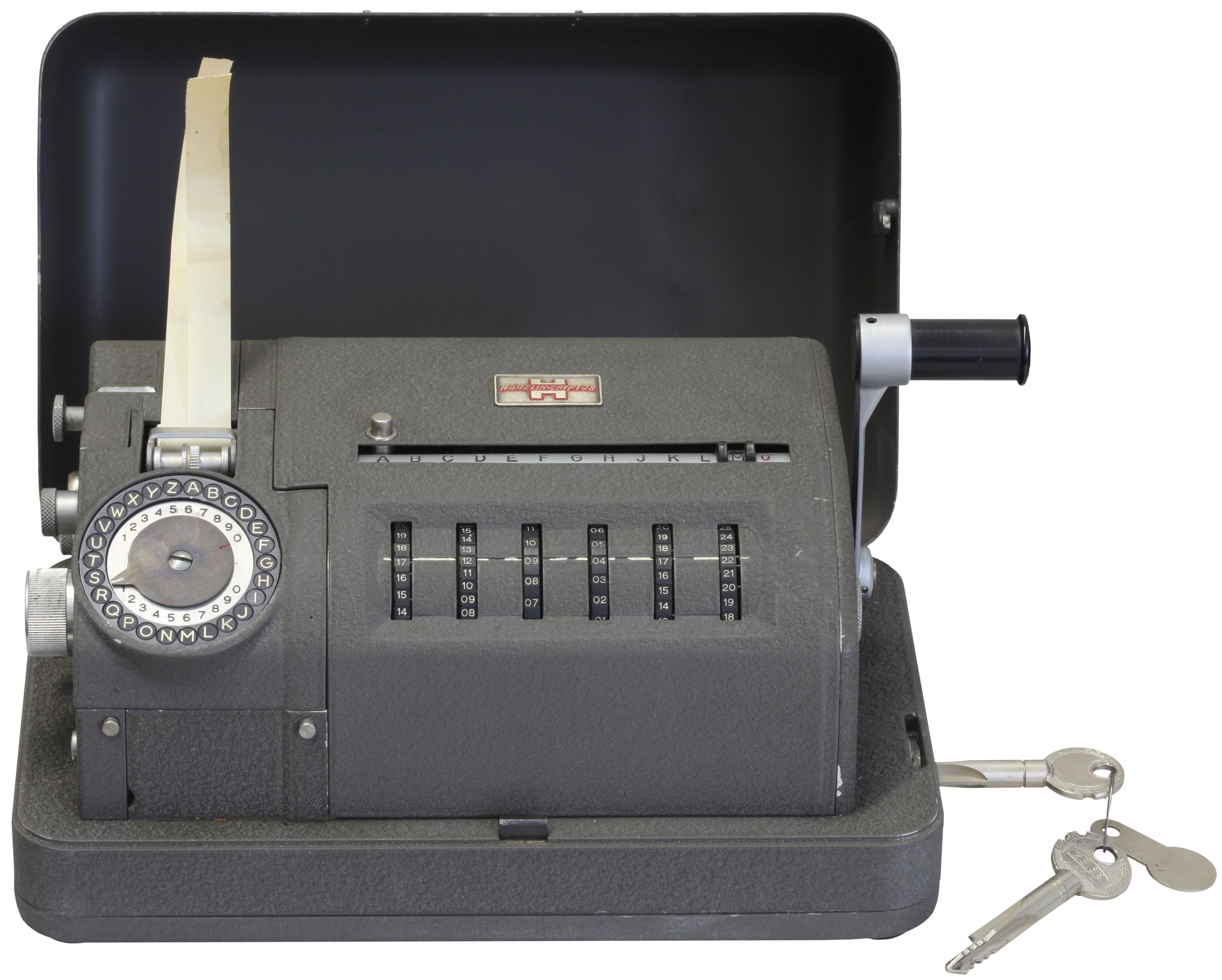
CX-52

У портфелі компанії були системи шифрування як для радіо, інтернет-протоколів, електроніки STM, глобальної системи мобільного зв'язку, так і для телефонів та факсів.
Машини: 
- C-52
- CX-52
- CD-57
- HX-63

## Скомпрометовані машини
Відповідно до розсекречених (проте частково відредагованих) урядових документів США, оприлюднених у 2015 році, у 1955 році (відразу після того, як шифрування було додано до списку боєприпасів США 17 листопада 1954 року) засновник "Crypto AG" Борис Хагелін та Вільям Фрідман уклали неписану угоду щодо моделі C-52 машини шифрування, які поставили під загрозу безпеку деяких покупців.  Фрідман був відомим урядовим криптографом США, який тоді працював на Агентство національної безпеки (АНБ) та Головне агентство сигналізації США. Хагелін інформував як АНБ, так і його колегу зі Сполученого Королівства, Урядовий штаб комунікацій, про технічні характеристики різних машин і, які країни купують які машини. Надання такої інформації дозволило б спецслужбам скоротити час, необхідний для зламу шифрування повідомлень, створених такими машинами, з неймовірно довгої до допустимої довжини. Секретні відносини, започатковані угодою, також передбачали, що "Crypto AG" не продає певним країнам такі машини, як CX-52, більш досконала версія C-52; і, що Агентство національної безпеки пише інструкції з експлуатації деяких машин моделі CX-52 від імені компанії, щоб гарантувати, що ці машини не будуть використовуватися на повну потужність, що знову зменшує необхідні зусилля для знищення.
Раніше "Crypto AG" звинувачували у підтасуванні своїх машин у змові з такими спецслужбами, як Агентство національної безпеки, Урядовий штаб комунікацій і Федеральна розвідувальна служба Німеччини, що дозволило агентствам зчитувати зашифрований трафік, створений машинами.   Підозри в цій змові виникли у 1986 році після оголошення президента США Рональда Рейгана на національному телебаченні про те, що через перехоплення дипломатичних комунікацій між Триполі та посольством Лівії у Східному Берліні, він мав незаперечні докази того, що Муаммар Каддафі з Лівії стояв за бомбардуванням Західного Берліну у 1986 р.  Тоді президент Рейган у відповідь наказав бомбардувати Триполі та Бенгазі . Немає переконливих доказів того, що було перехоплене лівійське повідомлення. 
Додаткові докази того, що машини "Crypto AG" були скомпрометовані, були виявлені після вбивства колишнього прем’єр-міністра Ірану Шапура Бахтіара в 1991 році. 7 серпня 1991 року, за день до виявлення тіла Бахтіара, іранська розвідувальна служба передала іранським посольствам зашифроване повідомлення із запитом «Чи помер Бахтіар?». Західні уряди розшифрували це повідомлення, що змусило іранців запідозрити обладнання "Crypto AG". 
Потім іранський уряд заарештував головного продавця "Crypto AG" Ганса Бюлера в березні 1992 року в Тегерані . Він звинуватив Бюлера в тому, що він передав їхні коди шифрування західній розвідці. Бюлера допитували протягом дев'яти місяців, але він, не знаючи про які-небудь недоліки в машинах, був звільнений у січні 1993 року після того, як "Crypto AG" внесла Ірану заставу в розмірі 1 млн. доларів.  Незабаром після звільнення Бюлера "Crypto AG" звільнила його і намагалася стягнути з нього гроші під заставу в 1 млн. доларів. Швейцарські ЗМІ та німецький журнал "Шпігель" розпочали його справу в 1994 році, опитавши колишніх співробітників і дійшовши висновку, що машини "Crypto" насправді неодноразово фальсифікувалися. 
"Crypto AG" відкинула ці звинувачення як «чистий вигадку», стверджуючи в прес-релізі, що «у березні 1994 року Федеральна прокуратура Швейцарії розпочала широке попереднє розслідування проти "Crypto AG", яке було завершене в 1997 році. Звинувачення у впливі третіх осіб чи маніпуляціях, які неодноразово висловлювались у ЗМІ, виявилися безпідставними».  Подальші коментатори     були не зворушені цим запереченням, заявляючи про ймовірність того, що продукти "Crypto AG" дійсно були сфальсифіковані. Газета "Le Temps" стверджувала, що "Crypto AG" активно співпрацювала з британськими, американськими та західно-німецькими спецслужбами з 1956 року настільки, що встановлювала інструкції з експлуатації машин за замовленням АНБ.   Ці факти були підтверджені документами уряду США, які були розсекречені у 2015 році 
У 2020 році розслідування, проведене Вашингтон постом, Дванадцятьма німецькими телебаченнями і Швейцарським радіо та телебаченням, показало, що "Crypto AG" фактично повністю контролюється ЦРУ і Федеральною рослідувальною службою Німеччини. Проект, спочатку відомий під кодовою назвою «Тезаурус», а пізніше як «Рубікон», діяв з кінця Другої світової війни до 2018 року   
Рішення уряду Швейцарії запровадити експортний контроль для міжнародного "Crypto" після розкриття інформації "Crypto AG" викликало дипломатичну напруженість у відносинах зі Швецією, що, як повідомляється, призвело до скасування останньою планів щодо святкування 100-річчя дипломатичних відносин зі Швейцарією.   Як повідомляється, причиною рішення Швеції став контроль за експортом, який перешкоджав шведській владі отримати обладнання від міжнародного "Крипто".  

## Дивіться також
- Кетрін Ган
- Шпигунство за лідерами Організації Об'єднаних Націй дипломатами Сполучених Штатів

## Зовнішні посилання
- Website of the new Crypto International AG [Архівовано 15 грудня 2021 у Wayback Machine.] located in the same location as the old company in Steinhausen/Zug  (since 2018)
- Crypto AG [Архівовано 9 січня 2022 у Wayback Machine.] and Operation Rubicon [Архівовано 19 листопада 2021 у Wayback Machine.] at the Cryptomuseum
- The intelligence coup of the century [Архівовано 11 лютого 2020 у Wayback Machine.] by Greg Miller at the Washington Post offering details on CIA's involvement with Crypto AG
- La Suisse sous couverture, Episode 1 , Agents infiltrés, Radio Télévision Suisse , November 2019 (link to Youtube [Архівовано 15 грудня 2021 у Wayback Machine.] with subtitles in English)

1. 1 2 3 4 5  Miller, Greg (11 лютого 2020). The intelligence coup of the century. The Washington Post. Архів оригіналу за 11 лютого 2020. Процитовано 11 лютого 2020.
2. 1 2  Paul, Jon D. (31 серпня 2021). The Scandalous History of the Last Rotor Cipher Machine. IEEE. Архів оригіналу за 14 вересня 2021. Процитовано 15 вересня 2021.
3. ↑  Headquarters and regional offices worldwide. Crypto AG. Архів оригіналу за 16 травня 2011. Процитовано 6 січня 2008.
4. ↑  Müller, Leo (18 вересня 2013). Spionage: Unheimlich kooperativ. Bilanz (de-CH) . Архів оригіналу за 22 серпня 2016. Процитовано 30 березня 2017. [Архівовано 2016-08-22 у Wayback Machine.]
5. 1 2 3 4 5  Atmani, Mehdi (21 серпня 2015). Agents doubles. Le Temps (фр.). с. 11. Архів оригіналу за 15 грудня 2021. Процитовано 13 лютого 2020.
6. 1 2 3  Corera, Gordon (28 липня 2015). How NSA and GCHQ spied on the Cold War world. BBC News. Архів оригіналу за 9 липня 2019. Процитовано 9 жовтня 2015.
7. ↑  Swiss machines 'used to spy on governments for decades'. BBC News. 11 лютого 2020. Архів оригіналу за 15 грудня 2021. Процитовано 13 лютого 2020.
8. ↑  Swiss intelligence benefited from CIA-Crypto spying affair. Архів оригіналу за 11 листопада 2020.
9. 1 2 3 4  Dugstad, Line; Kibar, Osman (2 січня 2015). Den skjulte partneren. Dagens Næringsliv (норв.). Архів оригіналу за 20 жовтня 2020. Процитовано 13 лютого 2020.
10. ↑  Bamford, James (2 жовтня 2014). The NSA and Me. The Intercept. Архів оригіналу за 15 грудня 2021. Процитовано 15 грудня 2021.
11. 1 2  Operation Rubikon (нім.). ZDFmediathek. 11 лютого 2020. Архів оригіналу за 11 лютого 2020. Процитовано 12 лютого 2020.
12. ↑  Business Entity Detail - Wyoming Secretary of State. wyobiz.wy.gov. Процитовано 8 березня 2020.[недоступне посилання]
13. ↑  Miller, Greg (11 лютого 2020). The intelligence coup of the century. The Washington Post (англ.). Архів оригіналу за 11 лютого 2020. Процитовано 8 березня 2020.
14. ↑  No official outcry in Swiss Crypto spying affair. Архів оригіналу за 15 грудня 2021. Процитовано 15 грудня 2021.
15. ↑  A Spy in Every Embassy. BBC. {{cite episode}}: Пропущений або порожній |series= (довідка) Архівована копія. Архів оригіналу за 15 грудня 2021. Процитовано 15 грудня 2021.{{cite web}}:  Обслуговування CS1: Сторінки з текстом «archived copy» як значення параметру title (посилання)
16. ↑  Crypto and cipher machines - A list of popular machines and a history of Crypto AG. www.cryptomuseum.com. Архів оригіналу за 5 грудня 2021. Процитовано 22 лютого 2020.
17. ↑  Wer ist der befugte Vierte?. Der Spiegel (нім.). № 36. 2 вересня 1996. с. 206—207. Архів оригіналу за 1 листопада 2020. Процитовано 13 лютого 2020.
18. ↑  Dymydiuk, Jason. RUBICON and revelation: the curious robustness of the 'secret'CIA-BND operation with Crypto AG. Intelligence and National Security.
19. ↑  Madsen, Wayne (1999). Crypto AG: The NSA's Trojan Whore?. CovertAction Quarterly. Архів оригіналу за 27 вересня 2007. Процитовано 11 лютого 2020.
20. ↑  Schneier, Bruce (15 червня 2004). Breaking Iranian Codes. Crypto-Gram. Schneier on Security. Архів оригіналу за 5 липня 2014. Процитовано 9 жовтня 2015.
21. ↑  Shane, Scott; Bowman, Tom (4 грудня 1995). No Such Agency, part four: Rigging the game. The Baltimore Sun. с. 9—11. Архів оригіналу за 1 березня 2019. Процитовано 9 жовтня 2015. [Архівовано 2011-08-27 у Wayback Machine.]
22. ↑  De Braeckeleer, Ludwig (29 грудня 2007). The NSA-Crypto AG Sting. OhmyNews. Архів оригіналу за 29 грудня 2008. [Архівовано 2008-12-29 у Wayback Machine.]
23. ↑  Grabbe, J. Orlin (2 листопада 1997). NSA, Crypto AG, and the Iraq-Iran conflict. Associated Communications Internet. Архів оригіналу за 7 червня 2007. Процитовано 13 лютого 2020. [Архівовано 2007-06-07 у Wayback Machine.]
24. ↑  Schneier, Bruce (11 січня 2008). NSA Backdoors in Crypto AG Ciphering Machines. Schneier on Security. Архів оригіналу за 5 листопада 2021. Процитовано 9 жовтня 2015.
25. ↑  Baranyi, Laszlo (11 листопада 1998). The story about Crypto AG. Архів оригіналу за 14 грудня 2010. [Архівовано 2010-12-14 у Wayback Machine.]
26. ↑  Atmani, Mehdi (28 липня 2015). Depuis 1956, l'entreprise suisse Crypto AG collaborait avec le renseignement américain, britannique et allemand. Le Temps (фр.). Архів оригіналу за 16 серпня 2015. Процитовано 13 лютого 2020. [Архівовано 2015-08-16 у Wayback Machine.]
27. ↑  Bammerlin, Steven (30 липня 2015). Cryptologie: un lecteur du "Temps" raconte les dessous de l'alliance entre la Suisse et les Anglo-saxons. Le Temps (фр.). Архів оригіналу за 17 серпня 2015. Процитовано 13 лютого 2020. [Архівовано 2015-08-17 у Wayback Machine.]
28. ↑  #cryptoleaks: Wie die Crypto AG weltweit agierte. heute (нім.). ZDF. 11 лютого 2020. Архів оригіналу за 13 лютого 2020. Процитовано 12 лютого 2020.
29. 1 2  Crypto affair prompts tensions between Switzerland and Sweden. Swissinfo. 20 вересня 2020. Архів оригіналу за 15 грудня 2021. Процитовано 22 вересня 2020.
30. 1 2  Mikael Grill Pettersson; Fredrik Laurin (22 вересня 2020). Uppgifter: Sverige avbokade firande med Schweiz efter konflikt om kontroversiellt krypteringsföretag. SVT Nyheter (швед.). Архів оригіналу за 19 квітня 2021. Процитовано 22 вересня 2020.